# Aligátor čínský
Aligátor čínský (čínsky: 揚子鱷; Alligator sinensis) je jeden ze dvou žijících druhů aligátora, zástupce čeledi aligátorovitých (Alligatoridae).

## Popis
Jak už z jeho názvu plyne, žije pouze v Číně a to v oblastech podél řeky Jang-c’-ťiang (provincie Ťiang-su, Če-ťiang a An-chuej). Je podstatně menší než jeho nejbližší příbuzný aligátor severoamerický (Alligator mississippiensis), jelikož dorůstá délky pouze do 2 m. Má vysoce obrněné tělo, včetně břicha, což je mezi ostatními krokodýly poměrně neobvyklou záležitostí.
Aligátoři se vydávají za potravou převážně v noci, kdy loví vodní bezobratlovce (hlavně hlemýždě a slávky), ale i obratlovce, zvláště pak ryby, občas i myšovce a různé druhy kachen.
Samice staví v období mezi červencem a srpnem v poměru s aligátorem severoamerickým malé hnízdo z nejrůznějších rostlin a větviček. Klade do nich 10 až 50 středně velkých vajec, hnízdo hlídá při normální inkubační teplotě (cca 30 °C) zhruba 70 dní. Samice i samci dosahují pohlavní dospělosti poměrně brzy, zhruba ve věku 4 až 5 let.

## Ohrožení
I přes svou poměrně bázlivou povahu byl aligátor čínský v minulosti spojován s mytickým čínským drakem, ale ani to nezabránilo jeho lovu ze strany člověka. V současné době zapsán v Červeném seznamu IUCN jako kriticky ohrožený druh, za což může hned několik důvodů. Včetně lovu je hlavním důvodem plenění jejich přirozených biotopů a nahrazování těchto oblastí zemědělskou krajinou. Dalším je poměrně časté a smrtelné požírání jedu na krysy, který se dostává do jejich blízkosti.[zdroj?] V minulosti, ale v nemalé míře i dnes není výjimkou ani vybírání mláďat a vajec z hnízd. Populace aligátorů čínských chovaných v zajetí jsou poměrně hojné a počet v zajetí chovaných jedinců sahá zhruba až k deseti tisícům.[zdroj?]

## Chov
Velká část populace se chová ve Výzkumném centru na ochranu aligátora čínského v An-chueju[zdroj?] a v několika zoologických zahradách po celém světě. V Česku v Krokodýlí ZOO Protivín a ZOO Jihlava. V létě 2023 se v ZOO Jihlava narodila 4 mláďata.

## Zajímavosti
V jednom filmovém dokumentu z roku 2017/18 se tvůrci pokusili rekonstruovat přibližnou podobu zvuku dravého dinosaura druhu Tyrannosaurus rex za pomoci kombinace zvuku brodivého ptáka bukače velkého a právě aligátora čínského. Výsledkem bylo jakési nízkofrekvenční dunění, kterým se možná tyranosauři domlouvali na velké vzdálenosti.
Protože se region jeho výskytu nachází na rozhraní mírného a subtropického klimatu, relativně chladné zimní teploty okolo nuly přečkává pomocí hibernace (podobně jako např. hadi v Evropě).